# Kirchenkreis Prignitz

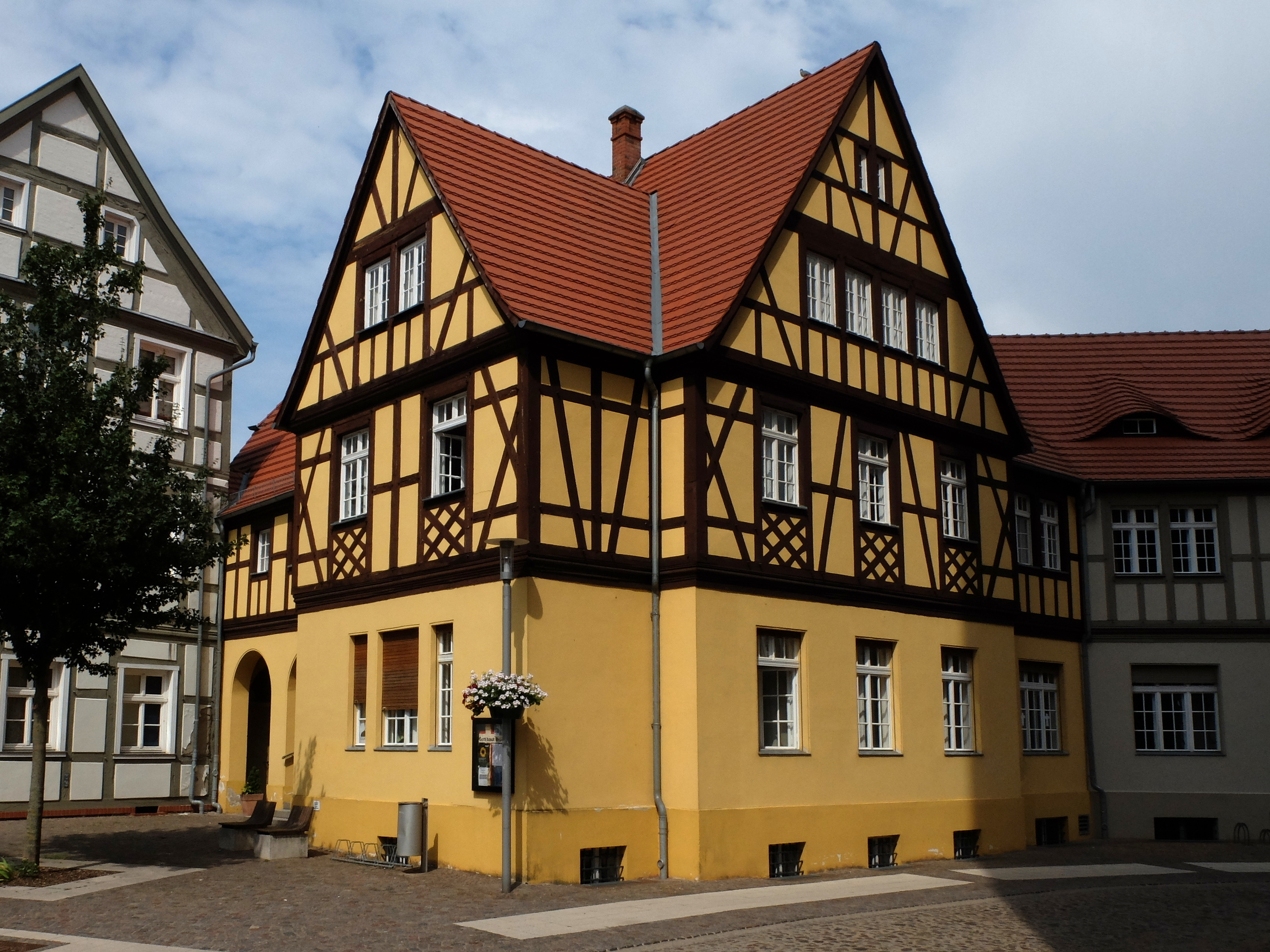
Superintendentur des Kirchenkreises in Perleberg

Der Kirchenkreis Prignitz ist einer von neun Kirchenkreisen der Evangelischen Kirche Berlin-Brandenburg-schlesische Oberlausitz im Sprengel Potsdam. Sitz des Kirchenkreises, die Superintendentur, ist in Perleberg am Kirchplatz 6 neben der Kirche St. Jakobi. 

## Lage
Der Kirchenkreis Prignitz ist der westlichste Kirchenkreis der Evangelischen Kirche Berlin-Brandenburg-schlesische Oberlausitz. Er erstreckt sich im Nordwesten Brandenburgs im Wesentlichen über den Landkreis Prignitz sowie den Westteil des Landkreises Ostprignitz-Ruppin (ehemals Landkreis bzw. Kreis Kyritz). Ihm gehören zudem auch kleinere Gebiete in den Ländern Sachsen-Anhalt (ein Großteil des Stadtgebiets von Havelberg) und Mecklenburg-Vorpommern an, die historisch zur Prignitz zählen.

## Geschichte
Der Kirchenkreis Prignitz entstand am 1. Juli 2013 durch Fusion der Kirchenkreise Perleberg-Wittenberge und Havelberg-Pritzwalk. Am 1. Juli 2016 fusionierte er mit dem Kirchenkreis Kyritz-Wusterhausen, wobei der Name Kirchenkreis Prignitz beibehalten wurde.
Alle drei Vorgängerkirchenkreise sind selbst das Ergebnis von Fusionen. Der Kirchenkreis Perleberg-Wittenberge wurde zum 1. April 1967 durch die Vereinigung der Kirchenkreise Perleberg und Wittenberge gebildet. Perleberg war seit dem 16. Jahrhundert Sitz einer Inspektion (eines geistlichen Aufsichtsbezirks), Wittenberge wurde es erst 1918, als der Sitz des Kirchenkreises Lenzen von Lenzen nach Wittenberge verlegt wurde. Zum Kirchenkreis Perleberg gehörte seit 1930 auch ein Teil des Gebiets des aufgelösten Kirchenkreises Putlitz. Zum 1. Januar 1968 wurden auch die Kirchenkreise Kyritz und Wusterhausen vereinigt. 1868 entstand der Kirchenkreis Havelberg durch die Vereinigung der Inspektionen Havelberg Dom und Havelberg Stadt. Er vereinigte sich 1878 mit der Inspektion Wilsnack zum Kirchenkreis Havelberg-Wilsnack, der wiederum zum 1. März 1999 mit dem Kirchenkreis Pritzwalk (der 1930 ebenfalls einen Teil des Gebiets des  Kirchenkreises Putlitz erhalten hatte) zum Kirchenkreis Havelberg-Pritzwalk vereinigt wurde.

## Organisation
Zum Kirchenkreis gehören die 23 Pfarrsprengel Bad Wilsnack, Berge-Neuhausen, Breddin-Barenthin, Glöwen-Schönhagen, Gulow, Havelberg, Heiligengrabe, Jäglitz-Nadelbach, Karstädt-Land, Kyritz, Lenzen-Lanz-Seedorf, Lindenberg-Buchholz, Meyenburg, Perleberg, Putlitz, Rühstädt, Seddin, Segeletz, Sieversdorf, Uenze-Rosenhagen-Krampfer, Wittenberge-Land, Wusterhausen und Zernitz, die Kirchengemeinden Luchleben und Neustadt und die Gesamtkirchengemeinden Region Pritzwalk und Westprignitz.
Am 5. März 2017 übernahm Pfarrerin Eva-Maria Menard das Amt der Superintendentin des Kirchenkreises Prignitz.
Der Kirchenkreis nutzt mit anderen Kirchenkreisen gemeinsam das Kirchliche Verwaltungsamt Prignitz-Havelland-Ruppin in Kyritz.

## Kirchengebäude
Siehe Kategorie:Kirchengebäude des Evangelischen Kirchenkreises Prignitz